# Michael Chandler
Michael Chandler Jr. (High Ridge, 24 de abril de 1986) é um lutador norte-americano de artes marciais mistas, ele foi tricampeão dos pesos-leves do Bellator e atualmente compete no peso-leve do Ultimate Fighting Championship.

## Carreira no MMA
Imediatamente após terminar sua carreira no wrestling, Chandler começou a trainar MMA na Xtreme Couture. Ele decidiu parar de competir no amador e em Agosto de 2009, Chandler fez sua estréia profissional no MMA por nocaute técnico no primeiro round.

### Strikeforce
Chandler fez sua estréia no Strikeforce em 20 de Novembro de 2009 no Strikeforce Challengers: Woodley vs. Bears contra Richard Bouphanouvong. Ele venceu por nocaute técnico no segundo round.
Em sua seguinte luta no Strikeforce em 15 de Maio de 2010 no Strikeforce: Heavy Artillery quando enfrentou Sal Woods. Ele venceu por finalização em menos de um minuto.

### Bellator MMA
Chandler fez sua estreia no Bellator MMA em 30 de Setembro de 2010, no Bellator 31, onde derrotou Scott Stapp por nocaute técnico no primeiro round. A luta foi realizada em Peso Casado porque Chandler queria testar-se na divisão dos Leves.
Em sua seguinte aparição no Bellator, Chandler lutou no Bellator 32, o card seguinte contra Chris Page em uma luta nos Meio Médios. Chandler venceu a luta ainda no primeiro minuto por finalização.
Em Fevereiro de 2011, Bellator anunciou que Chandler faria parte do Torneio de Leves da 4ª Temporada do Bellator. No round de abertura do torneio, Chandler enfrentou o prospecto polonês, Marcin Held, no Bellator 36. Chandler venceu por finalização técnica após estrangular Held com um triângulo de braço. A vitória deu à Chandler uma vaga nas semifinais.
Chandler enfrentou Lloyd Woodard no Bellator 40 e venceu por decisão unânime. A vitória deu à Chandler uma vaga na final.
A final do torneio aconteceu no Bellator 44 onde Chandler enfrentou o lutador da Team Nogueira, Patricky Freire. Chandler usou suas habilidades no wrestling, derrubando Freire repetidamente e controlando a luta. Ele derrotou Freire por decisão unânime, ganhou $100,000 e uma chance pelo Cinturão Peso Leve do Bellator contra o campeão Eddie Alvarez.
Chandler era esperado para disputar o Cinturão Peso Leve do Bellator no Bellator 54. Porém, Alvarez sofreu uma lesão desconhecida e foi forçado a se retirar da luta. Chandler/Alvarez foi remarcado para 19 de Novembro de 2011 no Bellator 58. Chandler derrotou Eddie Alvarez por finalização no quarto round. Chandler mostrou-se bem agressivo no primeiro e segundo round. No terceiro round, Alvarez lançou vários golpes em Chandler. No quarto round, Chandler abalou Alvarez com um soco, pegando suas costas e forçando-o a desistir da luta com um mata-leão.
Na primeira aluta após vencer o título, Chandler enfrentou o veterano japonês Akihiro Gono em uma superluta não válida pelo título no Bellator 67. Ele venceu por nocaute técnico com 56 segundos do primeiro round.
Chandler fez sua primeira defesa de título contra o vencedor do Torneio da 6ª Temporada Peso Leve do Bellator e ex-Campeão Olímpico de Judô Rick Hawn, no Bellator 85 em 17 de Janeiro de 2013. Ele venceu por finalização no segundo round.
Chandler era esperado para defender seu cinturão contra o vencedor do Torneio da Sétima Temporada Dave Jansen em 19 de Junho de 2013 no Bellator 96. Porém uma lesão tirou Jansen da luta, Chandler então enfrentou o vencedor do Torneio da Oitava Temporada David Rickels.
Chandler fez a revanche da luta contra Eddie Alvarez em 2 de Novembro de 2013 no Bellator 106. Ele perdeu a luta em uma decisão dividida, em outra luta incrível, como a primeira.
Chandler faria a trilogia com Eddie Alvarez em 17 de Maio de 2014 no Bellator 120. Porém, uma concussão tirou Alvarez da luta uma semana antes do evento, a organização então colocou Will Brooks para disputar o Cinturão Interino contra Chandler. Após uma luta muito equilibrada, Chandler perdeu por decisão dividida.
Após a polêmica decisão, o Bellator colocou Chandler para fazer uma revanche contra Will Brooks em 15 de Novembro de 2014 no Bellator 131, a luta dessa vez valeu pelo Cinturão Peso Leve Vago, já que o campeão Eddie Alvarez assinou com o UFC. Dessa vez não houve brechas para uma decisão polêmica, Brooks venceu a luta por nocaute técnico no quarto round.
Chandler retornou ao caminho das vitórias ao derrotar Derek Campos por finalização com um mata-leão no primeiro round em 19 de Junho de 2015 no Bellator 138.

### Ultimate Fighting Championship
Após a vitória sobre Benson Henderson no Bellator 243. Chandler ingressou no UFC, fazendo uma luta contra Dan Hooker no UFC 257, ganhando com um impressionante nocaute técnico no primeiro round. Ganhando o prêmio de "Performance da Noite". 
Com uma impressionante estreia e uma carreira já consagrada, Chandler ganhou direito de disputar o cinturão dos pesos-leves do UFC, que havia se tornando vago após a aposentadoria de Khabib Nurmagomedov, contra o brasileiro Charles Oliveira como o evento principal no UFC 262. Apesar de derrubar Charles no primeiro round, em 19 segundos no segundo round levou um nocaute técnico.
No UFC 268 lutou contra o ex-campeão interino Justin Gaethje. Após uma luta acirrada, Chandler perdeu por decisão.

## Cartel no MMA
| Cartel no MMA   |             |            |
| 32 lutas        | 23 vitórias | 9 derrotas |
| Por nocaute     | 11          | 4          |
| Por finalização | 7           | 1          |
| Por decisão     | 5           | 4          |

| Res.    | Cartel | Oponente              | Método                                   | Evento                                           | Data       | Round | Tempo | Local                      | Notas                                                                |
| ------- | ------ | --------------------- | ---------------------------------------- | ------------------------------------------------ | ---------- | ----- | ----- | -------------------------- | -------------------------------------------------------------------- |
| Derrota | 23–9   | Charles Oliveira      | Decisão (unânime)                        | UFC 309: Jones vs. Miocic                        | 16/11/2024 | 5     | 5:00  | Nova Iorque, Nova Iorque   | Luta da Noite.                                                       |
| Derrota | 23-8   | Dustin Poirier        | Finalização (mata-leão)                  | UFC 281: Adesanya vs. Pereira                    | 12/11/2022 | 3     | 2:00  | Nova Iorque, Nova Iorque   | Luta da Noite.                                                       |
| Vitória | 23-7   | Tony Ferguson         | Nocaute (chute frontal)                  | UFC 274: Oliveira vs. Gaethje                    | 07/05/2022 | 2     | 0:17  | Phoenix, Arizona           | Performance da Noite. Nocaute do Ano (2022).                         |
| Derrota | 22-7   | Justin Gaethje        | Decisão (unânime)                        | UFC 268: Usman vs. Covington 2                   | 06/11/2021 | 3     | 5:00  | Nova Iorque, Nova Iorque   | Luta da Noite.                                                       |
| Derrota | 22-6   | Charles Oliveira      | Nocaute Técnico (socos)                  | UFC 262: Oliveira vs. Chandler                   | 15/05/2021 | 2     | 0:19  | Houston, Texas             | Pelo Cinturão Peso Leve Vago do UFC.                                 |
| Vitória | 22-5   | Dan Hooker            | Nocaute Técnico (socos)                  | UFC 257: Poirier vs. McGregor 2                  | 23/01/2021 | 1     | 2:30  | Abu Dhabi                  | Estreia no UFC; Performance da Noite.                                |
| Vitória | 21-5   | Benson Henderson      | Nocaute (socos)                          | Bellator 243: Chandler vs. Henderson 2           | 07/08/2020 | 1     | 2:09  | Chicago, Illinois          |                                                                      |
| Vitória | 20-5   | Sidney Outlaw         | Nocaute (socos)                          | Bellator & Rizin: Japan                          | 29/12/2019 | 1     | 2:59  | Saitama                    | Luta em Peso casado (160lbs).                                        |
| Derrota | 19-5   | Patricio Freire       | Nocaute Técnico (socos)                  | Bellator 221: Chandler vs. Pitbull               | 11/05/2019 | 1     | 1:01  | Chicago, Illinois          | Perdeu o Cinturão Peso Leve do Bellator.                             |
| Vitória | 19-4   | Brent Primus          | Decisão (unânime)                        | Bellator and USO Present: Primus vs. Chandler II | 14/12/2018 | 5     | 5:00  | Honolulu, Havaí            | Ganhou o Cinturão Peso Leve do Bellator.                             |
| Vitória | 18-4   | Brandon Girtz         | Finalização (triângulo de braço)         | Bellator 197: Chandler vs. Girtz                 | 13/04/2018 | 1     | 4:00  | St. Charles, Missouri      |                                                                      |
| Vitória | 17-4   | Goiti Yamauchi        | Decisão (unânime)                        | Bellator 192: Sonnen vs. Rampage                 | 20/01/2018 | 3     | 5:00  | Inglewood, Califórnia      |                                                                      |
| Derrota | 16-4   | Brent Primus          | Nocaute Técnico (interrupção médica)     | Bellator NYC: Sonnen vs. Silva                   | 24/06/2017 | 1     | 2:22  | Nova Iorque, Nova Iorque   | Perdeu o Cinturão Peso Leve do Bellator.                             |
| Vitória | 16-3   | Benson Henderson      | Decisão (dividida)                       | Bellator 165                                     | 19/11/2016 | 5     | 5:00  | San José, Califórnia       | Defendeu o Cinturão Peso Leve do Bellator.                           |
| Vitória | 15-3   | Patricky Freire       | Nocaute (soco)                           | Bellator 157: Dynamite 2                         | 24/06/2016 | 1     | 2:14  | St. Louis, Missouri        | Ganhou Cinturão Peso Leve Vago do Bellator.                          |
| Vitória | 14-3   | David Rickels         | Nocaute Técnico (socos)                  | Bellator 145                                     | 06/11/2015 | 2     | 3:05  | St. Louis, Missouri        |                                                                      |
| Vitória | 13-3   | Derek Campos          | Finalização (mata leão)                  | Bellator 138                                     | 19/06/2015 | 1     | 2:17  | St. Louis, Missouri        |                                                                      |
| Derrota | 12-3   | Will Brooks           | Nocaute Técnico (socos)                  | Bellator 131                                     | 15/11/2014 | 4     | 3:48  | San Diego, Califórnia      | Pelo Cinturão Peso Leve Vago do Bellator.                            |
| Derrota | 12-2   | Will Brooks           | Decisão (dividida)                       | Bellator 120                                     | 17/05/2014 | 5     | 5:00  | Southaven, Mississippi     | Pelo Cinturão Peso Leve Interino do Bellator.                        |
| Derrota | 12-1   | Eddie Alvarez         | Decisão (dividida)                       | Bellator 106                                     | 02/11/2013 | 5     | 5:00  | Long Beach, Califórnia     | Perdeu o Cinturão Peso Leve do Bellator.                             |
| Vitória | 12-0   | David Rickels         | Nocaute (socos)                          | Bellator 97                                      | 19/06/2013 | 1     | 0:44  | Rio Rancho, Novo México    | Defendeu o Cinturão Peso Leve do Bellator.                           |
| Vitória | 11-0   | Rick Hawn             | Finalização (mata leão)                  | Bellator 85                                      | 17/01/2013 | 2     | 3:07  | Irvine, Califórnia         | Defendeu o Cinturão Peso Leve do Bellator.                           |
| Vitória | 10-0   | Akihiro Gono          | Nocaute (socos)                          | Bellator 67                                      | 04/05/2012 | 1     | 0:56  | Rama, Ontário              | Luta não válida pelo cinturão.                                       |
| Vitória | 9-0    | Eddie Alvarez         | Finalização (mata leão)                  | Bellator 58                                      | 19/11/2011 | 4     | 3:06  | Hollywood, Flórida         | Ganhou o Cinturão Peso Leve do Bellator; Luta do Ano (2011).         |
| Vitória | 8-0    | Patricky Freire       | Decisão (unânime)                        | Bellator 44                                      | 14/05/2011 | 3     | 5:00  | Atlantic City, Nova Jersey | Ganhou o Torneio de Leves do Bellator.                               |
| Vitória | 7-0    | Lloyd Woodard         | Decisão (unânime)                        | Bellator 40                                      | 09/04/2011 | 3     | 5:00  | Newkirk, Oklahoma          | Semifinal do Torneio de Leves do Bellator                            |
| Vitória | 6-0    | Marcin Held           | Finalização Técnica (triângulo de braço) | Bellator 36                                      | 12/03/2011 | 1     | 3:56  | Shreveport, Louisiana      | Estreia nos Leves; Quartas de Final do Torneio de Leves do Bellator. |
| Vitória | 5-0    | Chris Page            | Finalização (guilhotina em pé)           | Bellator 32                                      | 14/10/2010 | 1     | 0:57  | Kansas City, Missouri      |                                                                      |
| Vitória | 4-0    | Scott Stapp           | Nocaute Técnico (socos)                  | Bellator 31                                      | 30/09/2010 | 1     | 1:57  | Lake Charles, Louisiana    | Estreia no Bellator; Luta em Peso Casado (165 lb)                    |
| Vitória | 3-0    | Sal Woods             | Finalização (mata leão)                  | Strikeforce: Heavy Artillery                     | 15/05/2010 | 1     | 0:59  | St. Louis, Missouri        | Luta nos Meio Médios.                                                |
| Vitória | 2-0    | Richard Bouphanouvong | Nocaute Técnico (socos)                  | Strikeforce Challengers: Woodley vs. Bears       | 21/11/2009 | 2     | 2:07  | Kansas City, Kansas        | Estreia no Strikeforce; Luta em Peso Casado (165 lb).                |
| Vitória | 1-0    | Kyle Swadley          | Nocaute Técnico (socos)                  | FB - First Blood                                 | 08/08/2009 | 1     | 3:30  | Lake Ozark, Missouri       |                                                                      |